# Cassia afrofistula
Espèce
Synonymes
- Cassia beareana sensu R.O.Williams[1]
- Cassia fistula sensu Brenan[1]

Cassia afrofistula est une espèce de plantes à fleurs de la famille des Fabaceae.

## Liste des variétés
Selon Tropicos (9 avril 2019) (Attention liste brute contenant possiblement des synonymes) :
- variété Cassia afrofistula var. afrofistula
- variété Cassia afrofistula var. patentipila Brenan

## Publication originale
- Kew Bulletin 13(2): 236–239. 1958.